# Impianti della Coppa del Mondo di rugby 2019
| Immagine | Impianto e città                     | Capacità | Incontri disputati |
| --- | ------------------------------------ | -------- | --- |
| Tokyo Stadium                                                                                                  | Tokyo Stadium, Chōfu                 | 49970    | Giappone ‒ Russia 30-10 (G) Francia ‒ Argentina 23-21 (G) Australia ‒ Galles 25-29 (G) Inghilterra ‒ Argentina 39-10 (G) Nuova Zelanda ‒ Namibia 71-9 (G) Nuova Zelanda ‒ Irlanda 46-14 (QF) Giappone ‒ Sudafrica 3-26 (QF) Nuova Zelanda ‒ Galles 40-17 (F3) |
| Hakatanomori Stadium                                                                                           | Hakatanomori Stadium, Fukuoka        | 20049    | Italia ‒ Canada 48-7 (G) Francia ‒ Stati Uniti 33-9 (G) Irlanda ‒ Samoa 47-5 (G) |
| Shizuoka Stadium                                                                                               | Shizuoka Stadium, Fukuroi            | 50889    | Giappone ‒ Irlanda 19-12 (G) Sudafrica ‒ Italia 49-3 (G) Scozia ‒ Russia 61-0 (G) Australia ‒ Georgia 27-8 (G) |
| Hanazono Rugby Stadium                                                                                         | Hanazono Rugby Stadium, Higashiōsaka | 24100    | Italia ‒ Namibia 47-22 (G) Argentina ‒ Tonga 28-12 (G) Georgia ‒ Figi 10-45 (G) Stati Uniti ‒ Tonga 19-31 (G) |
| Unosomai Stadium                                                                                               | Kamaishi Unosumai Memorial Stadium   | 16020    | Figi ‒ Uruguay 27-30 (G) |
| Stadio del Parco Misaki                                                                                        | Stadio del Parco Misaki, Kōbe        | 30132    | Inghilterra ‒ Stati Uniti 45-7 (G) Scozia ‒ Samoa 34-0 (G) Irlanda ‒ Russia 34-0 (G) Sudafrica ‒ Canada 66-7 (G) |
| Rugby Stadium                                                                                                  | Rugby Stadium, Kumagaya              | 24000    | Russia ‒ Samoa 9-34 (G) Georgia ‒ Uruguay 33-7 (G) Argentina ‒ Stati Uniti 47-17 (G) |
| Kumamoto Stadium                                                                                               | Kumamoto Athletics Stadium           | 32000    | Francia ‒ Tonga 23-21 (G) Galles ‒ Uruguay 35-13 (G) |
| Stadio Ōita | Stadio Ōita                          | 40000    | Nuova Zelanda ‒ Canada 63-0 (G) Australia ‒ Uruguay 45-10 (G) Galles ‒ Figi 29-17 (G) Inghilterra ‒ Australia 40-16 (QF) Galles ‒ Francia 20-19 (QF) |
| Sapporo Dome                                                                                                   | Sapporo Dome                         | 41410    | Australia ‒ Figi 39-21 (G) Inghilterra ‒ Tonga 35-3 (G) |
| Stadio Toyota                                                                                                  | Stadio Toyota                        | 45000    | Galles ‒ Georgia 43-14 (G) Sudafrica ‒ Namibia 57-3 (G) Giappone ‒ Samoa 38-19 (G) |
| Stadio Yokohama                                                                                                | Stadio internazionale di Yokohama    | 72327    | Nuova Zelanda ‒ Sudafrica 23-13 (G) Irlanda ‒ Scozia 27-3 (G) Giappone ‒ Scozia 28-21 (G) Inghilterra ‒ Nuova Zelanda 19-7 (SF) Galles ‒ Sudafrica 16-19 (SF) Inghilterra ‒ Sudafrica 12-32 (SF)                                                              |
| LEGENDA - G: fase a gironi - QF: quarti di finale - SF: semifinale - F3: finale per il terzo posto - F: finale |                                      |          | |